# 田崎酒造
田崎酒造株式会社（たさきしゅぞう）は、日本の酒類醸造会社。焼酎などの製造・販売を行っている。1887年（明治20年）創業。
本社及び工場は鹿児島県いちき串木野市にある。

## 主な銘柄

### レギュラー
- 薩摩 七夕（芋焼酎）
- 薩摩 黒七夕（芋焼酎）
- 鬼火（芋焼酎）
- 黒鬼火（芋焼酎）
- 千夜の夢（芋焼酎）

### 限定
- 薩摩路をゆく（芋焼酎）
- 薩摩夢七夕（芋焼酎）
- かめ壷貯蔵　古酒くろ鬼火（芋焼酎）
- 薩摩 天空七夕（芋焼酎）
- 長期貯蔵熟成古酒　刻の夢（芋焼酎）
- 芳醇七夕（芋焼酎）

### その他
- 南の夢（芋焼酎）
- 万夜の夢（米焼酎）

## 本社・工場
- 鹿児島県いちき串木野市大里696